# Equação cúbica

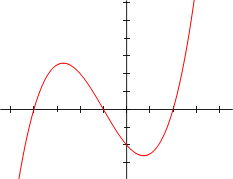
Gráfico de um polinómio cúbico:
f(x) = x^{3}/4 + 3x^{2}/4 − 3x/2 − 2
(1/4)(x + 4)(x + 1)(x − 2)

Em Matemática, uma equação cúbica ou equação do terceiro grau é uma equação polinomial de grau três. Qualquer equação de 3° grau pode ser escrita da seguinte forma:
{\displaystyle ax^{3}+bx^{2}+cx+d=0},
sendo {\displaystyle a,b,c} e {\displaystyle d} coeficientes reais ou complexos, tal que {\displaystyle a\neq 0}. Observe que, como sempre é possível dividir a equação por {\displaystyle a}, pode-se supor que o coeficiente de {\displaystyle x^{3}} é igual a 1.  
Exemplo:
{\displaystyle x^{3}-4x^{2}+3x-4=0}

## História

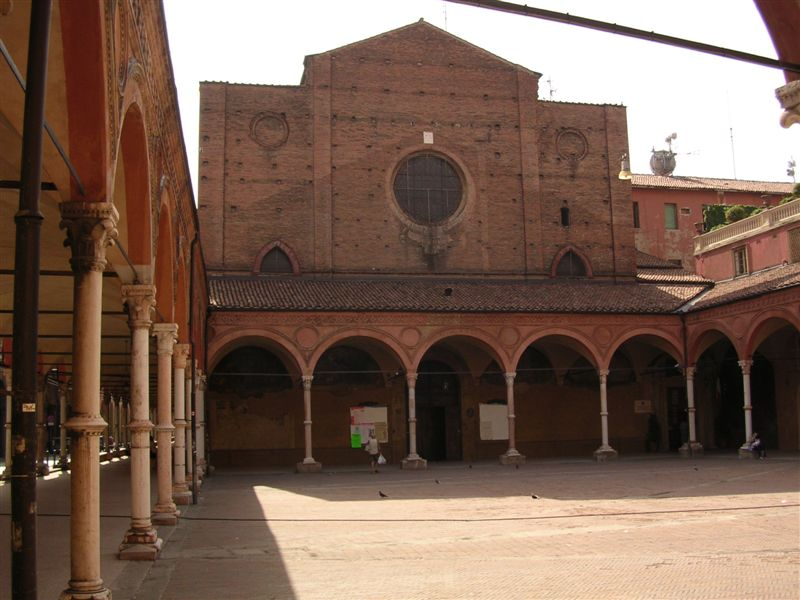
Pátio da Igreja de Santa Maria dei Servi, em Bologna, onde eram realizados desafios de matemática.

O interesse pelo estudo da Matemática ressurgiu na Europa no século XVI. Nessa época, na Itália, com o objetivo de resolver equações do terceiro grau, foi que se percebeu que os números reais não eram suficientes e as primeiras idéias para a criação do conjunto dos números complexos surgiram. 
É interessante ressaltar que resolver equações  sempre foi um assunto que fascinou matemáticos ao longo da história. Os matemáticos antigos da Babilônia sabiam resolver algumas equações do segundo grau por completamento de quadrados. Os gregos da antiguidade resolviam alguns tipos de equações do segundo grau por meio de construções geométricas com régua e compasso. 
A conquista da Grécia pelo Império Romano praticamente acabou com o domínio da Matemática Grega. Depois, com o fim do Império Romano e a ascensão do Cristianismo, o desenvolvimento da Matemática ficou nas mãos dos árabes e dos hindus. 
Os matemáticos hindus avançaram nas pesquisas em álgebra e, no século XII, o matemático Bhaskara Akaria estabeleceu a fórmula que fornece as soluções para equações do segundo grau, chamada de equação quadrática: dada a equação {\displaystyle ax^{2}+bx+c=0} com {\displaystyle a\neq 0,} a fórmula da equação do segundo grau garante que suas raízes são 
{\displaystyle x_{1}={\frac {-b+{\sqrt {b^{2}-4ac}}}{2a}}} e  {\displaystyle x_{2}={\frac {-b-{\sqrt {b^{2}-4ac}}}{2a}}}.
Pode acontecer que o número {\displaystyle \Delta =b^{2}-4ac} seja negativo. Quando isso acontecia, os matemáticos da época simplesmente diziam que o problema não tinha solução. 
Scipione del Ferro (1465-1526) é o matemático a quem se deve o primeiro método de resolução de equação do terceiro grau. Ele descobriu uma solução algébrica para equações do tipo {\displaystyle x^{3}+px=q} em 1505, mas a manteve secreta para regularmente fascinar seus colegas e o público em geral em desafios matemáticos que eram realizados na época no pátio da Igreja de Santa Maria dei Servi
Os desafios matemáticos cobriam de crédito e prestígio seus vencedores e particularmente permitiram que del Ferro passasse a desfrutar da proteção de nobres poderosos. Seu salário passou de 25 para 150 liras no período de 1496 a 1510.
Antes de morrer, revelou a resolução a seus alunos, Antonio Maria Del Fiore, que aparentemente nunca desenvolveu trabalho matemático original e Annibale Della Nave,mais tarde seu genro e sucessor na cadeira de Matemática em Bolonha.

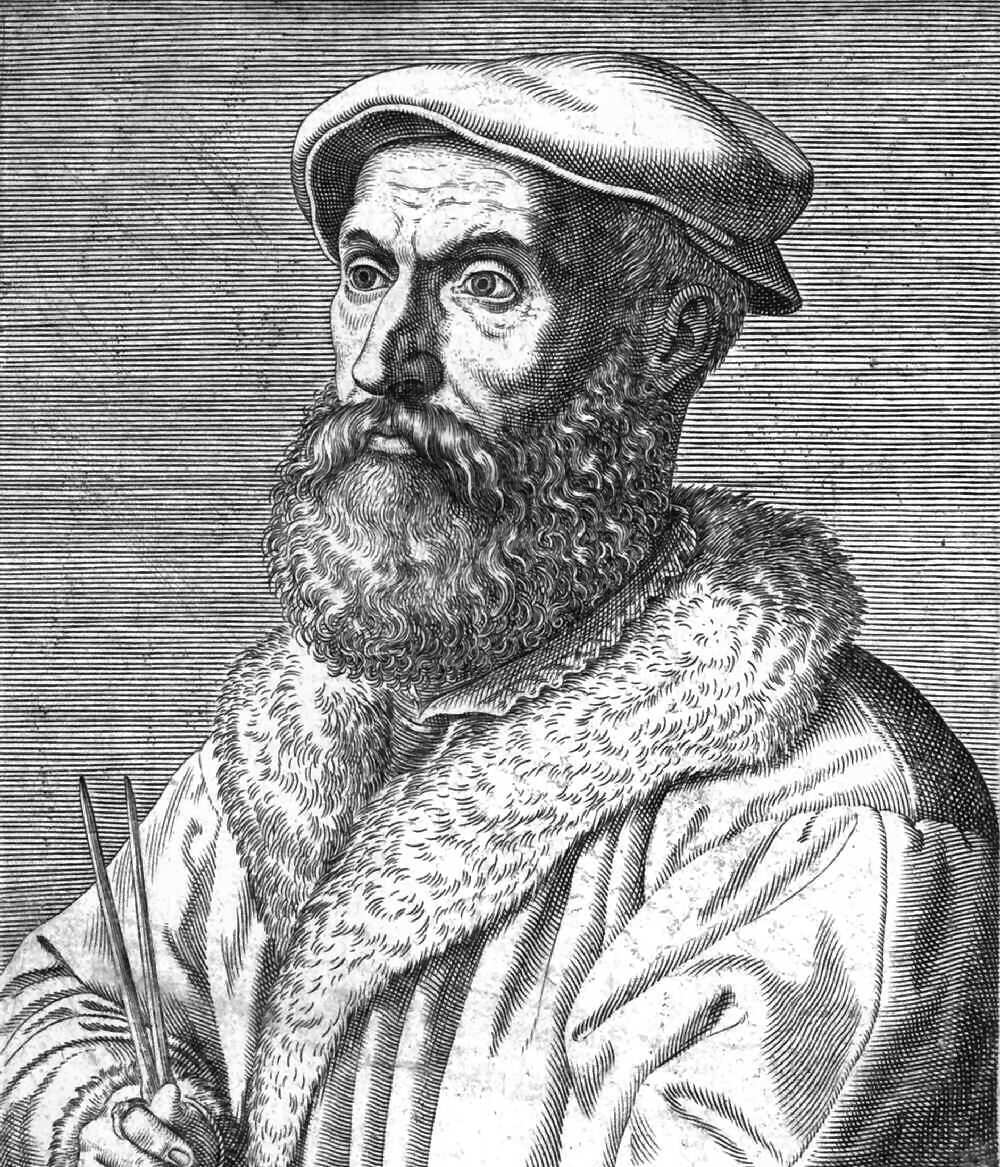
Niccolò Tartaglia

Niccolò Fontana (1499-1557), conhecido como Tartaglia, soube da existência de uma solução para equações do terceiro grau e ficou estimulado a obtê-la por si mesmo. Não se sabe se sozinho ou por meio de alguma informação recebida, é fato que em 1541 Tartaglia tinha conhecimento de um método geral. 
Foi então organizado um duelo matemático entre Fiore e Tartaglia: cada um deles propôs 30 problemas para serem resolvidos pelo oponente em um certo tempo pré-estabelecido. Tartaglia resolveu todos os problemas apresentados a ele, mas Fiore não resolveu um único. A razão é que Fiore apenas sabia resolver as equações {\displaystyle x^{3}+px=q} com p e q positivos, que del Ferro havia lhe ensinado, enquanto que Tartaglia era capaz de resolver equações da forma {\displaystyle x^{3}+px^{2}+qx=r,} possivelmente reduzindo ao caso precedente.
Nessa época, Girolamo Cardano (1501 - 1576) estava escrevendo o livro 
Pratica Arithmeticae Generalis, que continha ensinamentos sobre álgebra, aritmética e geometria. Ao saber que Tartaglia achara a solução geral da equação de 3° grau, pediu-lhe que a revelasse, com uma vaga promessa de lhe encontrar um mecenas. No entanto, Tartaglia queria publicar o seu próprio resultado. Depois de muita insistência e prometendo não divulgá-la, Cardano obteve a resolução. Sua maior obra, Ars Magna, foi publicada na Alemanha em 1545 e tornou-se o maior compêndio algébrico existente da época. A resolução de Tartaglia, com todos os detalhes, lá estava publicada.
A partir daí, iniciou-se uma enorme inimizade, com ásperas discussões e grandes polêmicas que ficaram conhecidas por toda a Europa.

## O método de Cardano-Tartaglia
As soluções podem ser encontradas usando o seguinte método desenvolvido por  Scipione del Ferro e Tartaglia, publicado por Girolamo Cardano em 1545.
Começamos por dividir a equação {\displaystyle Ax^{3}+Bx^{2}+Cx+D=0}, por A para chegarmos a uma equação da forma
{\displaystyle x^{3}+ax^{2}+bx+c=0,{\text{ onde }}a={\frac {B}{A}},b={\frac {C}{A}},{\text{ e }}c={\frac {D}{A}}.\qquad (1)}
Efetuando uma mudança de variável, da forma {\displaystyle x=t+h}, obtemos

{\displaystyle t^{3}+(3h+a)t^{2}+(3h^{2}+2ah+b)t+h^{3}+ah^{2}+bh+c=0.\qquad (2)}

Afim de eliminar o termo quadrático, igualamos seu coeficiente a zero, obtendo {\displaystyle h=-{\frac {a}{3}}.}
Dessa forma, substituição {\displaystyle x=t-{\frac {a}{3}}} elimina o termo quadrático e, em consequência de tal, obtemos a equação
{\displaystyle t^{3}+pt+q=0,{\text{ onde }}p=b-{\frac {a^{2}}{3}}{\text{ e }}q=c+{\frac {2a^{3}-9ab}{27}}.\qquad (3)}
Essa é a chamada cúbica reduzida.
Note que, ao tomarmos {\displaystyle t=v-u}, obtemos
{\displaystyle (v-u)^{3}+3uv(v-u)+(u^{3}-v^{3})=0\ .\qquad (4)}Da igualdade dos polinômios {\displaystyle (3){\text{ e }}(4)}, obtemos as seguintes relações enter u e v:
{\displaystyle u^{3}-v^{3}=q\quad {\mbox{e}}\quad 3uv=p.}
ou 
{\displaystyle u^{3}-v^{3}=q\quad {\mbox{e}}\quad uv={\frac {p}{3}}.\qquad (5)}
Resolvendo a segunda equação do sistema (3) em ordem a {\displaystyle v}, temos
{\displaystyle v={\frac {p}{3u}}.}
A substituição de v na primeira equação de (3) acarreta
{\displaystyle u^{3}-{\frac {p^{3}}{27u^{3}}}=q.}
Mas esta pode ser vista como uma equação quadrática para a incógnita {\displaystyle u^{3}}. Resolvendo esta equação obtemos
{\displaystyle u={\sqrt[{3}]{{q \over 2}\pm {\sqrt {{q^{2} \over 4}+{p^{3} \over 27}}}}}.\qquad (6)}
Visto que {\displaystyle t=v-u} e  {\displaystyle t=x+a/3}, temos
{\displaystyle x={\frac {p}{3u}}-u-{a \over 3}.}Nota-se que existem seis possibilidades para o cálculo de {\displaystyle u} da equação (4), pois existem duas raízes quadradas, positiva e negativa ({\displaystyle \pm }), e três raízes cúbicas complexas, a raiz principal e a raiz principal multiplicada por {\displaystyle {\frac {-1}{2}}\pm {\frac {i{\sqrt {3}}}{2}}}, isto é, o módulo da raiz cúbica multiplicada pelas raízes cúbicas de unidade. Contudo, qualquer que seja o sinal escolhido da raiz quadrada, este não afeta o conjunto solução da equação. Há de se ter cuidado em dois casos especiais para serem evitadas divisões por zero: primeiro, se {\displaystyle p=0}, então deve-se escolher o sinal da raiz quadrada que dê um valor não nulo para {\displaystyle u}, i.e. {\displaystyle u={\sqrt[{3}]{q}}.} ; segundo, se {\displaystyle p=q=0}, então tem-se a raiz real tripla {\displaystyle x=-a/3}.
O discriminante {\displaystyle \Delta ={\frac {q^{2}}{4}}+{\frac {p^{3}}{27}}}determina como serão as raízes da equação
- Se {\displaystyle \Delta =0}, a equação terá três raízes reais, sendo pelo menos duas iguais;
- Se {\displaystyle \Delta <0}, a equação terá três raízes reais distintas;
- Se {\displaystyle \Delta >0}, a equação terá uma raiz real e duas raízes complexas conjugadas.

## Solução Geral
Para a equação cúbica geral {\displaystyle ax^{3}+bx^{2}+cx+d=0}, o método de Cardano-Tartaglia garante a existência de três soluções complexas, as quais podem ser escritas da seguinte forma em termos dos coeficientes {\displaystyle a,b,c} e {\displaystyle d} : 
{\displaystyle x_{1}=-{b \over 3a}+{\sqrt[{3}]{-{\frac {q}{2}}+{\sqrt {{\frac {q^{2}}{4}}+{\frac {p^{3}}{27}}}}}}+{\sqrt[{3}]{-{\frac {q}{2}}-{\sqrt {{\frac {q^{2}}{4}}+{\frac {p^{3}}{27}}}}}}}
{\displaystyle x_{2}=-{b \over 3a}+\left({\frac {-1}{2}}+{\frac {i{\sqrt {3}}}{2}}\right){\sqrt[{3}]{-{\frac {q}{2}}+{\sqrt {{\frac {q^{2}}{4}}+{\frac {p^{3}}{27}}}}}}+\left({\frac {-1}{2}}-{\frac {i{\sqrt {3}}}{2}}\right){\sqrt[{3}]{-{\frac {q}{2}}-{\sqrt {{\frac {q^{2}}{4}}+{\frac {p^{3}}{27}}}}}}}
{\displaystyle x_{3}=-{b \over 3a}+\left({\frac {-1}{2}}-{\frac {i{\sqrt {3}}}{2}}\right){\sqrt[{3}]{-{\frac {q}{2}}+{\sqrt {{\frac {q^{2}}{4}}+{\frac {p^{3}}{27}}}}}}+\left({\frac {-1}{2}}+{\frac {i{\sqrt {3}}}{2}}\right){\sqrt[{3}]{-{\frac {q}{2}}-{\sqrt {{\frac {q^{2}}{4}}+{\frac {p^{3}}{27}}}}}},}
em que {\displaystyle p={c \over a}-{b^{2} \over 3a^{2}}} e {\displaystyle q={d \over a}-{bc \over 3a^{2}}+{2b^{3} \over 27a^{3}}}.

## Solubilidade por radicais
Um fato que é muitas vezes negligenciado ao se mencionar que as equações até o quarto grau são solúveis por radicais, mas a equação do quinto grau não é solúvel, é que algumas equações do terceiro grau não são solúveis por radicais em {\displaystyle \mathbb {R} ;} em outras palavras, uma calculadora que tenha as operações de soma, subtração, multiplicação, divisão e raiz n-ésima não consegue resolver todas as equações do terceiro grau.
Isto acontece nas equações irredutíveis que têm três raízes reais: para resolver estas equações por radicais, é preciso extrair a raiz cúbica de números complexos, e esta operação requer o uso de funções trigonométricas.
Este caso aparece, na solução acima, quando {\displaystyle {\frac {q^{2}}{4}}+{\frac {p^{3}}{27}}<0,} e foi chamado, na época,  de "Casus irreducibilis". O matemático francês François Viète resolveu o "Casus irreducibilis" usando trigonometria; em notação moderna, a solução de Viète consiste em aplicar a fórmula de Cardano e extrair a raiz cúbica de um número complexo através da fórmula de Euler {\displaystyle e^{i\theta }=\cos \theta +i\mathrm {sen} \,\theta .}